# Szodaśi
Szodaśi – ,,Szesnastoletnia dziewczyna", hinduistyczna bogini uosabiająca czas doskonałości, jedna z bogiń mahawidja.

## Ikonografia
Przedstawiana jako piękna młoda kobieta, ubrana na czerwono.